# Афанасьев, Александр Михайлович (депутат)
Алекса́ндр Миха́йлович Афана́сьев (род. 28 июля 1965) — депутат Государственной думы третьего и четвёртого созывов. Член фракции «Единая Россия».
Родился 28 июля 1965 года в Ленинграде.

## Образование и работа
Окончил Ленинградский государственный химико-фармацевтический институт (ныне СПХФУ) по специальности «провизор» в 1989 году.
Прошёл срочную службу в Воздушно-десантных войсках. В 1989—1990 годах — секретарь комитета ВЛКСМ Ленинградского химико-фармацевтического института. В 1990—1994 годах — основатель и генеральный директор компании ЗАО «Фармакор» (один из ведущих поставщиков лекарств в России). В 1994—2000 годах — директор государственного предприятия «Центральная фармацевтическая база Санкт-Петербурга».

## Политическая деятельность
9 января 2000 года получил мандат депутата Государственной Думы РФ третьего созыва согласно постановлению Центральной избирательной комиссии в порядке очередности по федеральному списку избирательного объединения КПРФ после отказа от мандатов предшествовавших зарегистрированных кандидатов.
В Государственной Думе РФ третьего созыва был членом Агропромышленной депутатской группы, заместителем председателя Комитета по охране здоровья и спорту, председателем подкомитета по организации фармацевтической деятельности и лекарственному обеспечению.
7 декабря 2003 года был избран в Государственную Думу РФ четвёртого созыва по федеральному списку избирательного объединения КПРФ, первоначально был членом фракции КПРФ. В Думе третьего созыва — заместитель председателя Комитета по охране здоровья.
Президент Союза фармацевтических предприятий Санкт-Петербурга.
Автор ряда научных работ, среди которых:
- «Бизнес-планирование на фармацевтическом предприятии» (1999)
- «Научные основы управления сферой обращения лекарственных средств» (2000)